# Charlotte Amalia Dahlberg
Charlotte Amalia Dahlberg, född Haase 20 januari 1791 i Eckernförde, död 18 december 1861 i Bergen, var en dansk-norsk skådespelare och teaterdirektör. Hon tillhör det fåtal scenartister som skapade sig ett namn i Norge innan en permanent teater hade grundats där 1827. 
Hon var dotter till fältskären Siegfried Christoph Andreas Haase och Charlotte Amalia Brummerstädt. Hon gifte sig skräddaren Joachim Frederik Schultz (d. 1823), från vilken hon skilde sig 1820, och 1825 med skådespelaren Carl Frederik Dahlberg (1797–1850); också detta äktenskap upplöstes genom skilsmässa. Hon var engagerad vid Peder Lauritzen Bigums teatersällskap i Kristiansand 1827–1828, och därefter hos Julius Olsen i Bergen 1828–1831. Efter att hon år 1831 avslutat sin scenkarriär blev hon modehandlare i Bergen.